# 黄前ナオミ
黄前 ナオミ（おうまえ　なおみ、1月24日 - ）は、日本の女性モデル。フロント（エスプリ・ディヴィジョン）所属。
身長172cm。

## 出演

### CM
- 日産　ローレル　『愛しのセレンシア篇』　（1996年5月20日 - ）　鹿賀丈史と共演
- パナソニック　「おたっくす」
- オムロン　「ピーィス&ピーィスフィット」
- トヨタ　「オーリス」
  - 『オーリスデビュー篇』　鮫島正樹、契月、渋谷亜希、横町慶子などと共演　（2006年）
  - 『ドライビングプレジャー篇』　鮫島正樹、契月、渋谷亜希、横町慶子などと共演　（2006年）

### 雑誌
- 婦人画報
- 家庭画報
- 和楽